# August Sokołowski (historyk)

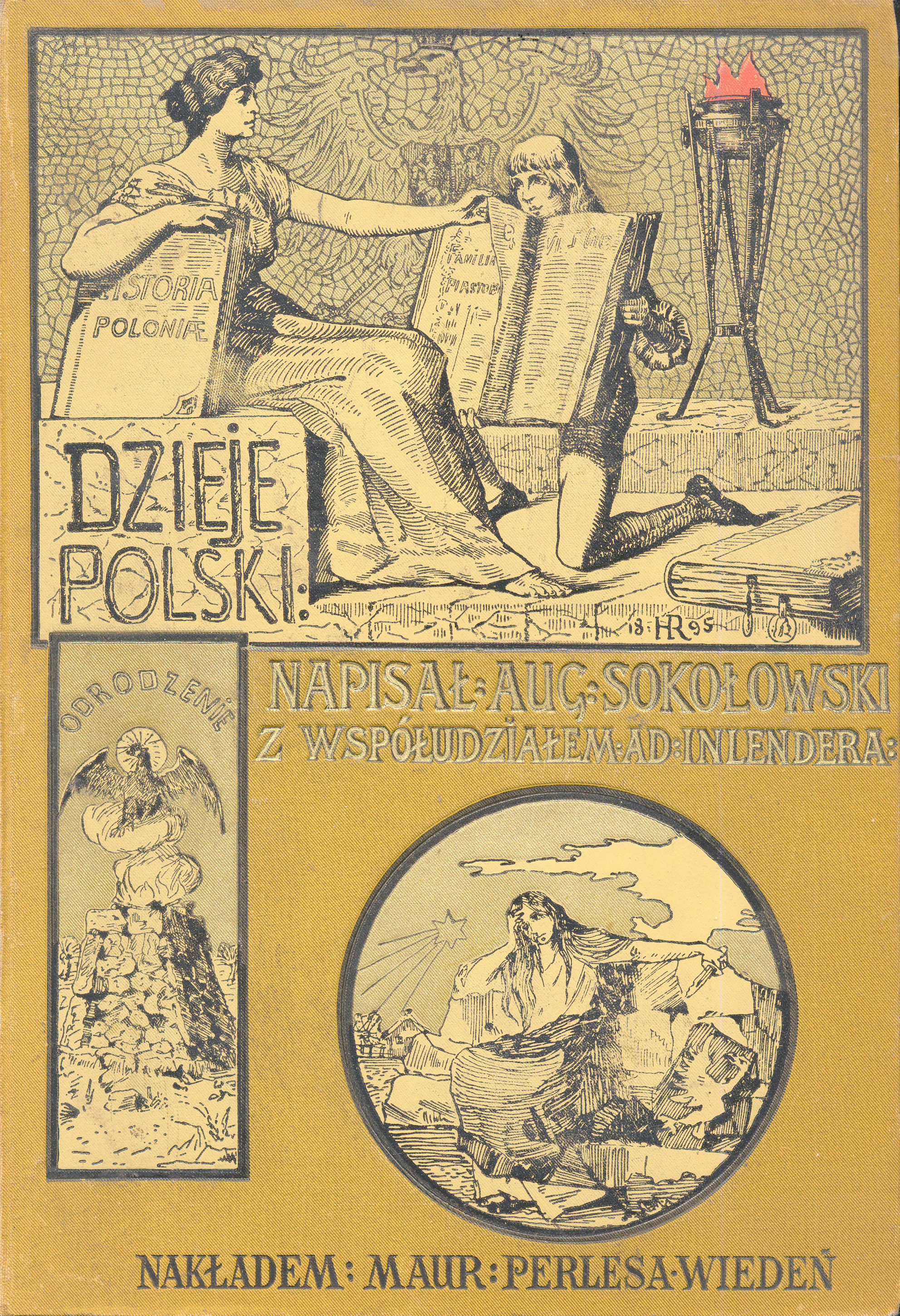
Okładka projektu Henryka Rauchingera

August Sokołowski (ur. 28 sierpnia 1846 w Ulicku Zarębanym, zm. 17 maja 1921 w Warszawie) – polski historyk, badacz dziejów Polski XV-XVIII w. oraz okresu powstań narodowych, profesor Uniwersytetu Jagiellońskiego, zastępca członka Wydziału Stronnictwa Prawicy Narodowej w 1910 roku.

## Życiorys
Po studiach historycznych na Uniwersytecie Jagiellońskim został, w 1865 roku, nauczycielem historii w gimnazjum we Lwowie. w krakowskim gimnazjum św. Jacka w roku 1880 został powołany na stanowisko profesora Uniwersytetu Jagiellońskiego. W latach 1880–1890 był posłem do austriackiej Rady Państwa.
Należał do konserwatywnej inteligencji krakowskiej. 12 lutego 1910 na wiecu w sprawie powołania katedry socjologii na Wydziale Teologicznym UJ wypowiadał się przeciwko propozycjom nadania tej katedrze charakteru świeckiego i usytuowaniu jej poza tym wydziałem. Zapytywał: „Czyż mamy pozwolić na to, aby dzieło stworzone przez wielkich naszych monarchów, stało się nie perłą nauk, lecz przybytkiem t.zw. »wolnej myśli« i »rozsadnikiem« bezwyznaniowości?”.
Był autorem wielu prac naukowych i publikacji książkowych. W latach 1895–1901 nakładem wiedeńskiego wydawnictwa Maurycego Perlesa ukazały się napisane wspólnie z Adolfem Inlenderem „Dzieje Polski illustrowane” w sześciu tomach. Dzieło zawierało reprodukcje obrazów Jana Matejki, Juliusza i Wojciecha Kossaków oraz wykonane przez Walerego Eljasza-Radzikowskiego ilustracje. Okładki projektował Henryk Rauchinger.
Pochowany na cmentarzu Rakowickim w Krakowie (kw. 23).

## Dzieła (wybór)
- Dzieje Polski ilustrowane, (ze współudz. Adolfa Inlendera); z il. Jana Matejki, Walerego Eljasza, Juliusza Kossaka, Henryka Rauchingera i innych artystów polskich. 6 tomów, 3 wydania 1896-1911: Wiedeń : Maurycy Perles[10].
- Dzieje Polski ilustrowane, (ze współudz. Adolfa Inlendera) Poznań: "Kurpisz", 2001 ISBN 83-88276-71-9, ISBN 83-88276-68-9.
- Dzieje porozbiorowe narodu polskiego ilustrowane z il. oraz reprod. obrazów  Matejki [et al.] 4 tomy, Warszawa : nakł. i dr. "Wiek", 1904.
- Dzieje powstania listopadowego 1830-1831, Wiedeń, [post 1907]; Berlin: nakł. Benjamin Harz; Warszawa: księg. M. Arct, 1936.
- Dzieje powstania styczniowego 1863-1864, Berlin-Wiedeń: Benjamin Harz, ca. 1910.
- Geschichte Polens in allgemeinen Umrissen, Krakau: Central-Verlags-Bureau des Polnischen National Komitees, 1915.
- Historya powszechna dla użytku wyższych klas gimnazjalnych. T. 1, Dzieje starożytne, Lwów: Seyfarth i Czajkowski, 1878.
- Królowie i książęta. Rysunki Jana Matejki. Tekstem objaśniającym zaopatrzył Stanisław Smolka i August Sokołowski, [okł.] rys. Tadeusz Rybkowski, Wiedeń: nakład Maurycego Perlesa, [ca 1893][11]
- Dyjaryjusze sejmowe r. 1587. Sejmy konwokacyjny i elekcyjny, Kraków: Akademia Umiejętności, 1887.
- Codex epistolaris saeculi decimi quinti. [T. 1], 1384-1492. Ex antiquis libris formularum, corpore Naruszeviciano, autographis archivistique plurimis collectus opera Augusti Sokołowski, Josephi Szujski. Pars 1, Ab anno 1384 ad annum 1444, Kraków: Akademia Umiejętności, 1876[12][13].
- Generał Ignacy Prądzyński w świetle własnych pamiętników i korespondencji (1914)[14]
- Wyprawa Dwernickiego na Wołyń (1917)[15]